# Livermore (Maine)
Livermore es un pueblo ubicado en el condado de Androscoggin en el estado estadounidense de Maine. En el Censo de 2010 tenía una población de 2.095 habitantes y una densidad poblacional de 20,53 personas por km².

## Geografía
Livermore se encuentra ubicado en las coordenadas 44°24′15″N 70°12′56″O / 44.40417, -70.21556. Según la Oficina del Censo de los Estados Unidos, Livermore tiene una superficie total de 102.03 km², de la cual 97.43 km² corresponden a tierra firme y (4.51%) 4.6 km² es agua.

## Demografía
Según el censo de 2010, había 2.095 personas residiendo en Livermore. La densidad de población era de 20,53 hab./km². De los 2.095 habitantes, Livermore estaba compuesto por el 98.47% blancos, el 0.14% eran afroamericanos, el 0.33% eran amerindios, el 0.1% eran asiáticos, el 0% eran isleños del Pacífico, el 0.19% eran de otras razas y el 0.76% pertenecían a dos o más razas. Del total de la población el 0.95% eran hispanos o latinos de cualquier raza.